# Rossige kussentjeszwam
De rossige kussentjeszwam (Hypocrea rufa) is een schimmel behorend tot de familie Hypocreaceae. Hij leeft saprofiet op rottend hout van loofbomen waar de schors al af is. Vruchtlichamen komen voor in zomer t/m de herfst.
Het groen viltmatje (Trichoderma viride) is de anamorfe vorm van Hypocrea rufa.

## Determinatie
De vruchtlichamen zijn onregelmatig kussenvormig en zitten steelloos op het substraat. Ze hebben een diameter van 0,5–1 cm. Het oppervlak kaal en glad met donkerdere puntjes. De bovenkant is roodbruin en de onderzijde en rand is wittig.
De donkeren puntjes zijn kleine holtes (peritheciën) onder het oppervlak.

## Verspreiding
In Nederland komt de rossige kussentjeszwam algemeen voor. Hij staat niet  op de rode lijst en is niet bedreigd.